# Teinobasis alternans
Teinobasis alternans är en trollsländeart som beskrevs av Maurits Anne Lieftinck 1935. Teinobasis alternans ingår i släktet Teinobasis och familjen dammflicksländor. Inga underarter finns listade i Catalogue of Life.